# محمدجان‌لی
محمدجان‌لی (به ترکی آذربایجانی: Məmmədcanlı) یک منطقه مسکونی در جمهوری آذربایجان است که در شهرستان جلیل‌آباد واقع شده است. محمدجان‌لی ۴۶۵ نفر جمعیت دارد.